# Jota Microscopii
Jota Microscopii (ι Microscopii, förkortat Jota Mic, ι Mic) som är stjärnans Bayerbeteckning, är en ensam stjärna belägen i den södra delen av stjärnbilden Mikroskopet. Den har en skenbar magnitud på 5,11 och är synlig för blotta ögat där ljusföroreningar ej förekommer. Baserat på parallaxmätning inom Hipparcosuppdraget på ca 28,2 mas, beräknas den befinna sig på ett avstånd på ca 116 ljusår (ca 35 parsek) från solen.

## Egenskaper
Jota Microscopii är en gul till vit underjättestjärna av spektralklass F1 IV. Den har en massa som är omkring 70 procent större än solens massa, en radie som är ca 2,4 gånger större än solens och utsänder från dess fotosfär ca 13 gånger mera energi än solen vid en effektiv temperatur på ca 7 000 K.
Jota Microscopii har en visuell följeslagare med skenbar magnitud 15,5, första gången observerad 1932, separerad med 4,3 bågsekunder.